# Saint-Samson (Calvados)
Saint-Samson is een gemeente in het Franse departement Calvados (regio Normandië) en telt 349 inwoners (2004). De plaats maakt deel uit van het arrondissement Lisieux.

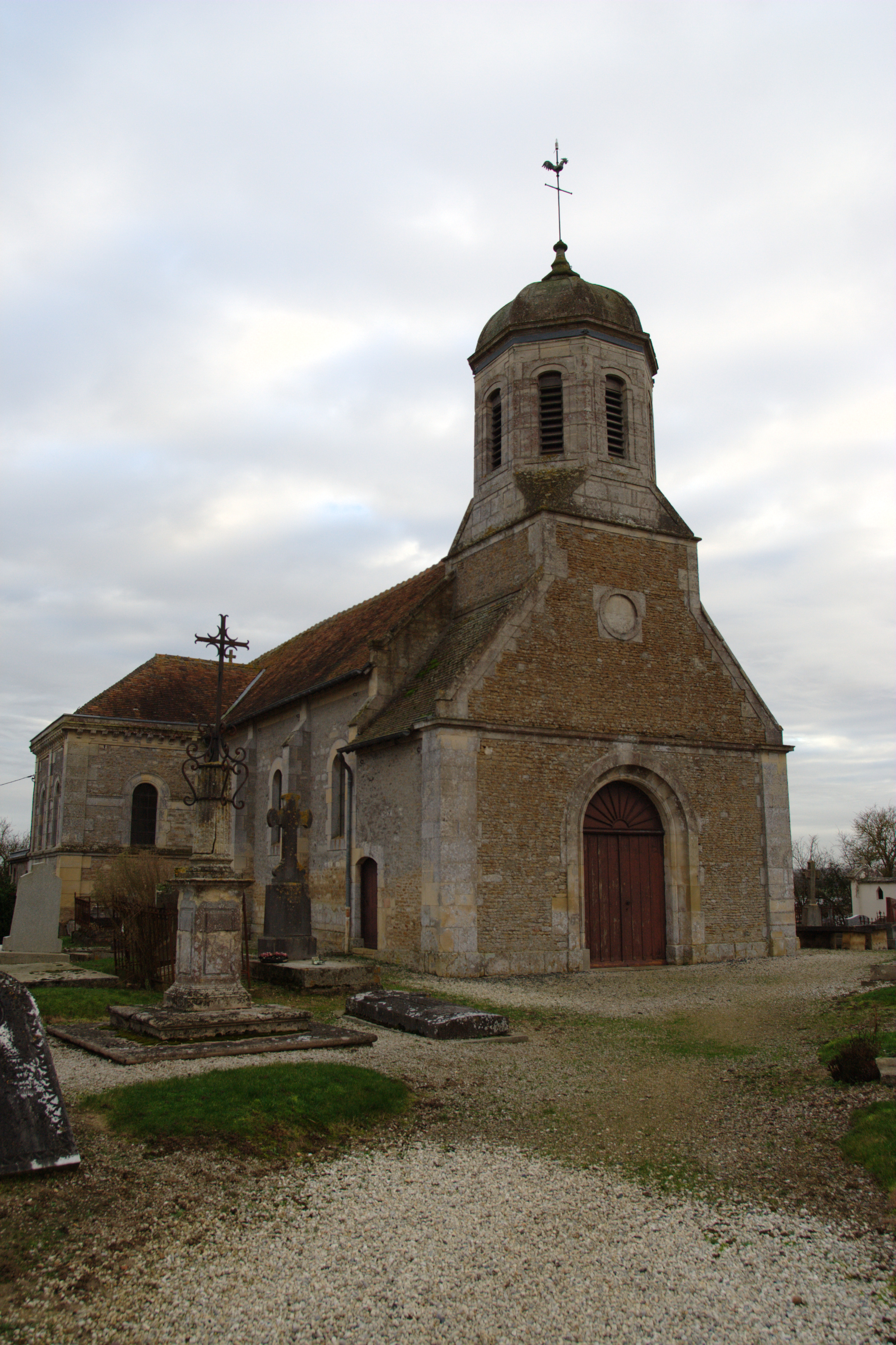
Kerk van Saint-Samson
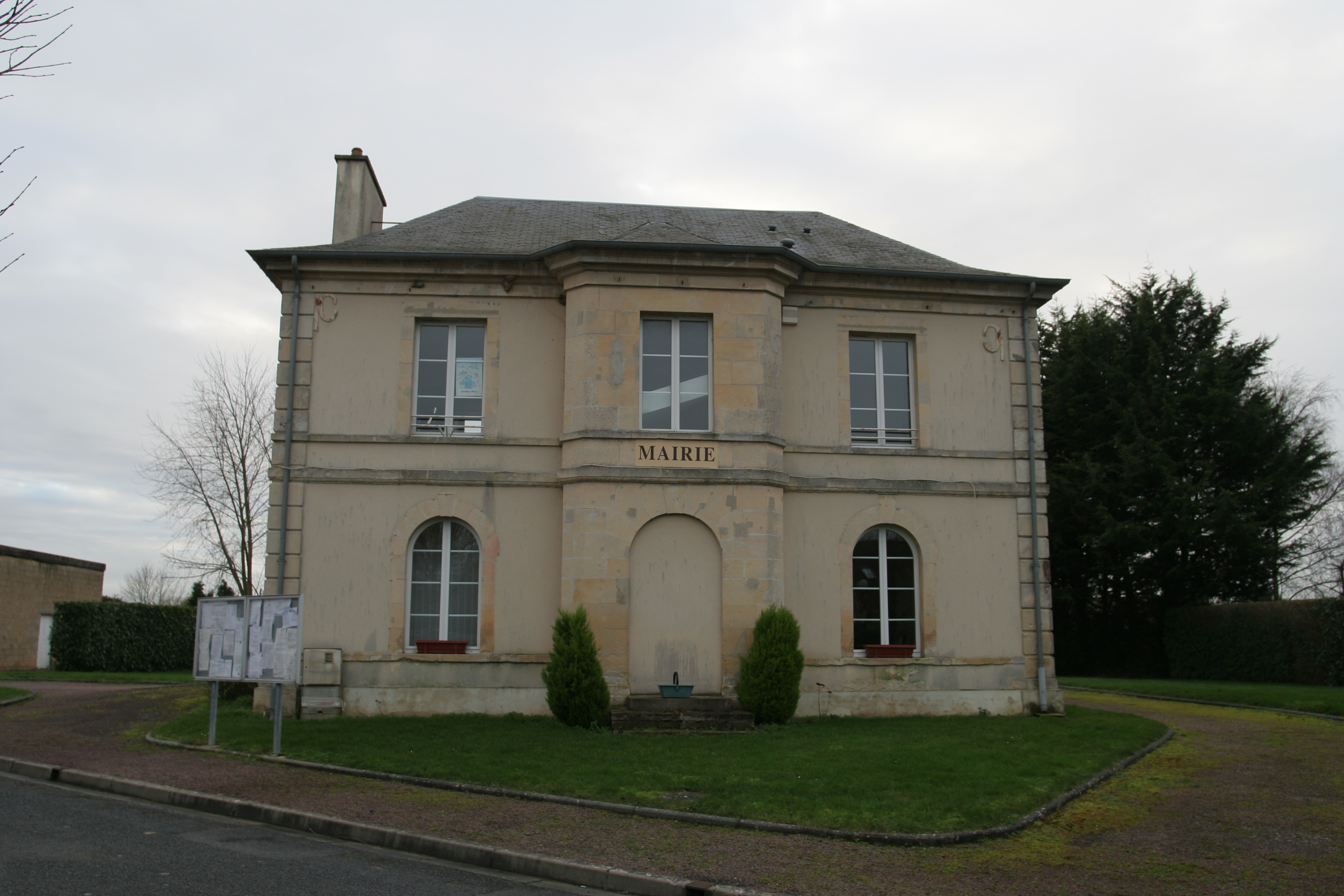
Gemeentehuis

## Geografie
De oppervlakte van Saint-Samson bedraagt 3,6 km², de bevolkingsdichtheid is 96,9 inwoners per km².
De onderstaande kaart toont de ligging van Saint-Samson (Calvados) met de belangrijkste infrastructuur en aangrenzende gemeenten.

## Demografie
Onderstaande figuur toont het verloop van het inwonertal (bron: INSEE-tellingen).
Vanwege een beveiligingsprobleem met de MediaWiki Graph-software is het momenteel niet mogelijk deze grafiek weer te geven. Zodra de software is bijgewerkt zal de grafiek vanzelf weer zichtbaar worden.
1. ↑  Populations de référence 2022.